# Ibirapuitã
Ibirapuitã är en kommun i Brasilien.   Den ligger i delstaten Rio Grande do Sul, i den södra delen av landet, 1 500 km söder om huvudstaden Brasília. Antalet invånare är 4 061.
Omgivningarna runt Ibirapuitã är en mosaik av jordbruksmark och naturlig växtlighet. Runt Ibirapuitã är det glesbefolkat, med 13 invånare per kvadratkilometer.